# Anidrytus trinitatis
Anidrytus trinitatis es una especie de coleóptero de la familia Endomychidae.

## Distribución geográfica
Habita en Trinidad y Tobago.